# والریا سچو
والریا سچو (رومانیایی: Valeria Seciu؛ زاده ۲ اوت ۱۹۳۹) بازیگر و صداپیشه اهل رومانی است.
از فیلم‌ها یا مجموعه‌های تلویزیونی که وی در آن‌ها نقش داشته‌است، می‌توان به نفرین زمین، نفرین عشق اشاره نمود.